# 알렉산드르 그루시코

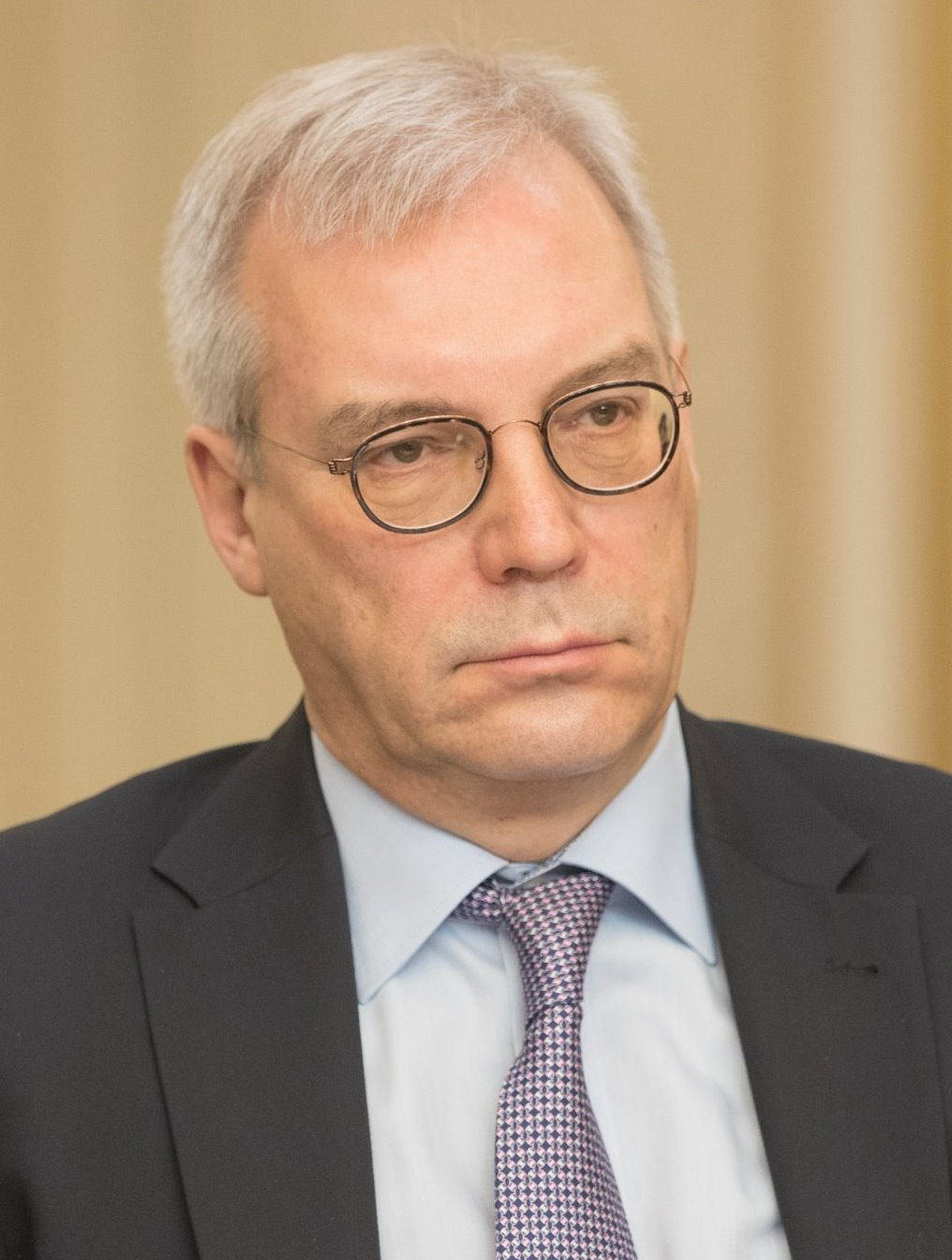
알렉산드르 그루시코

알렉산드르 빅토로비치 그루시코(러시아어: Александр Викторович Грушко, 1955년 4월 25일 ~)는 러시아의 외교관으로, 2018년부터 현재까지 러시아 외무부 차관을 맡고 있다. 이전에는 2012년부터 2018년까지 나토 주재 러시아 대표로 재직한 바 있다.

## 생애
그루시코는 국가보안위원회 제1부의장을 지낸 소련의 스파이 빅토르 그루시코의 아들로 태어났다.
1977년, 그루시코는 모스크바 국립 국제 관계 대학교를 졸업했으며, 같은 해에 외교관으로 일하기 시작하였다.
1995년부터 1996년까지 그루시코는 러시아 외무부 안보 및 군축부 국장을 지냈다.
1996년부터 2000년까지 그루시코는 빈에서 군사 안보 및 군비 통제를 담당한 러시아 대표단의 수장을 지냈다.
2000년부터 2001년까지는 러시아 외무부 범유럽 협력국 부국장을 지냈다.
2005년부터 2012년까지는 러시아 외무부 차관을 지냈다.
2012년부터 2018년까지 그루시코는 브뤼셀에서 북대서양 조약 기구 주재 러시아 대표로 재직하였다.
2018년 1월, 그루시코는 러시아 외무부 제1차관으로 재선임되었다.

## 사생활
그루시코는 결혼했으며 아들과 딸이 있다. 2004년부터는 특명전권대사 지위를 보유하고 있다.
그루시코는 러시아어, 영어, 네덜란드어를 구사한다.